# Evangelische Kirche (Erzsébetváros)

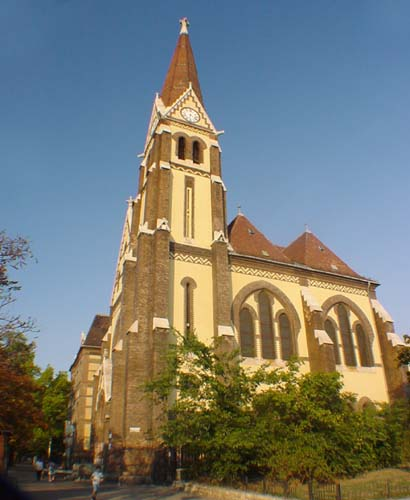
Die Evangelische Kirche in der Városligeti fasor

Die Evangelische Kirche (ungarisch Fasori evangélikus templom) befindet sich im VII. Bezirk (Erzsébetváros) der ungarischen Hauptstadt Budapest. Sie gehört der Evangelisch-Lutherischen Kirche Ungarns an und liegt in der Városligeti fasor 17–21. Das Gebäude wurde 1903–1905 vom Architekten Samu Pecz im neugotischen Stil errichtet.

## Geschichte
Im Jahre 1900 beschloss die Generalversammlung der evangelischen Kirche in dem seit den Millenniumsfeierlichkeiten 1896 neu erschlossenen Stadtteil Erzsébetváros ein Grundstück anzukaufen, um dort eine neue Kirche und das evangelische Hauptgymnasium zu errichten. Obwohl nach einem Wettbewerb für den Entwurf der Kirche und des Gymnasiums Lajos Schodits den ersten Preis, Arthur Meinig den zweiten Preis und Herman Karoly Schubert sowie Kálmán Hübschl den dritten Preis gewannen, erhielt der Professor an der Technischen Hochschule, Samu Pecz, den Auftrag. Die Geldmittel für den Bau bestanden aus 100.000 Kronen, die die Kirche aus Spenden aufgebracht hatte, und aus 300.000 Kronen staatlicher Unterstützung. Baubeginn war 1903, doch die Arbeiten verzögerten sich mehrmals durch Streiks und Arbeitsniederlegungen. Das Gymnasium konnte im September 1904 eröffnet werden, die Einsegnung der Kirche fand am 7. Oktober 1905 statt.

## Baubeschreibung
Die Kirche im neugotischen Stil gilt als die künstlerisch am reichsten ausgestattete evangelische Kirche Budapests. Eine Seite der Kirche grenzt direkt an das Gymnasium an, während die Haupt- und die linke Seitenfassade an der Straße liegen. Der Turm ist 55 Meter hoch. Die Fassade ist abwechselnd mit Kalkstein und Ziegeln gestaltet. Die Skulpturen an der Außenseite stammen von Ignác Langer. Das Hauptschiff, das nach dem Vorbild der Sainte-Chapelle in Paris erbaut wurde, wie auch das niedrigere Seitenschiff werden von Kreuzgewölben bekrönt, die von Stützpfeilern an den Seitenwänden ausgehen. Die Kirche bietet für 440 Sitz- und ebenso viele Stehplätze Platz, die Empore eingeschlossen.
Der zum Hof des Gymnasiums gelegene Chorraum beherbergt in der Apsis den neugotischen steinernen Altar mit dem Bild Die Huldigung der heiligen drei Könige aus dem Morgenland von Gyula Benczúr. Auf der rechten Seite des Chors befindet sich das marmorne Taufbecken mit einem Kupferdeckel von Gusztáv Jancsurák, gegenüber die sechseckige Kanzel aus Stein mit einem Baldachin und den vier gemeißelten Evangelistensymbolen. Beide sind das Werk der Steinmetzfirma J. Kauser. Es gibt eine von zwei monumentalen Säulen getragene Seitenempore und die Orgelempore über dem Seitenschiff und der Vorhalle. Die Orgel ist eine Arbeit der Firma Angster. Mauern, Säulen und Gewölbe sind dekorativ bemalt. Die Glasfenster waren das Werk von Miksa Róth. Sie fielen teilweise dem Zweiten Weltkrieg zum Opfer, wurden mittlerweile aber wiederhergestellt. An der Hauptfassade befindet sich eine Rosette mit 5 Metern im Durchmesser, ebenfalls von Miksa Róth.